# Limenitis didnia
Limenitis didnia är en fjärilsart som beskrevs av Hans Fruhstorfer 1915. Limenitis didnia ingår i släktet Limenitis och familjen praktfjärilar. Inga underarter finns listade i Catalogue of Life.